# Snow Hill (Észak-Karolina)
Snow Hill település az Amerikai Egyesült Államok Észak-Karolina államában, Greene megyében, melynek megyeszékhelye is. Lakosainak száma 1481 fő (2020. április 1.).

## Népesség
A település népességének változása:

| 2010 | 1 595 |
| 2020 | 1 481 |